# Football League 1889/90
Die Football League 1889/90 war die zweite Saison der höchsten englischen Fußballliga. Sie begann am 7. September 1889 und endete am 31. März 1890.
Preston North End verteidigte den Vorjahrestitel und gewann mit zwei Punkten Vorsprung vor dem FC Everton die zweite englische Meisterschaft in der Vereinsgeschichte. Aus der Football League verabschieden musste sich nach dem Ende der Spielzeit der FC Stoke, der vom AFC Sunderland aus der Football Alliance ersetzt wurde.

## Abschlusstabelle
| Pl. | Verein                   | Sp. | S  | U | N  | Tore    | Quote | Punkte |
| --- | ------------------------ | --- | -- | - | -- | ------- | ----- | ------ |
| 1.  | Preston North End (M, P) | 22  | 15 | 3 | 4  | 071:300 | 2,37  | 33:11  |
| 2.  | FC Everton               | 22  | 14 | 3 | 5  | 065:400 | 1,63  | 31:13  |
| 3.  | Blackburn Rovers         | 22  | 12 | 3 | 7  | 078:410 | 1,90  | 27:17  |
| 4.  | Wolverhampton Wanderers  | 22  | 10 | 5 | 7  | 051:380 | 1,34  | 25:19  |
| 5.  | West Bromwich Albion     | 22  | 11 | 3 | 8  | 047:500 | 0,94  | 25:19  |
| 6.  | FC Accrington            | 22  | 9  | 6 | 7  | 053:560 | 0,95  | 24:20  |
| 7.  | Derby County             | 22  | 9  | 3 | 10 | 043:550 | 0,78  | 21:23  |
| 8.  | Aston Villa              | 22  | 7  | 5 | 10 | 043:510 | 0,84  | 19:25  |
| 9.  | Bolton Wanderers         | 22  | 9  | 1 | 12 | 054:650 | 0,83  | 19:25  |
| 10. | Notts County             | 22  | 6  | 5 | 11 | 043:510 | 0,84  | 17:27  |
| 11. | FC Burnley               | 22  | 4  | 5 | 13 | 036:650 | 0,55  | 13:31  |
| 12. | FC Stoke                 | 22  | 3  | 4 | 15 | 027:690 | 0,39  | 10:34  |

| (M) | Englischer Meister 1888/89 |
| (P) | FA-Cup-Sieger 1888/89      |

## Ergebnistabelle
In der linken Spalte sind die Heimmannschaften aufgelistet.
|                         | ACC | AST | BLA | BOL | BUR | DER | EVE | NOC | PNE | STO  | WBA | WOL |
| ----------------------- | --- | --- | --- | --- | --- | --- | --- | --- | --- | ---- | --- | --- |
| FC Accrington           |     | 4:2 | 2:2 | 3:1 | 2:2 | 6:1 | 5:3 | 1:8 | 2:2 | 2:1  | 0:0 | 6:3 |
| Aston Villa             | 1:2 |     | 3:0 | 1:2 | 2:2 | 7:1 | 1:2 | 1:1 | 5:3 | 6:1  | 1:0 | 2:1 |
| Blackburn Rovers        | 3:2 | 7:0 |     | 7:1 | 7:1 | 4:2 | 2:4 | 9:1 | 3:4 | 8:0  | 5:0 | 4:3 |
| Bolton Wanderers        | 2:4 | 2:0 | 3:2 |     | 2:2 | 7:1 | 3:4 | 0:4 | 2:6 | 5:0  | 7:0 | 4:1 |
| FC Burnley              | 2:2 | 2:6 | 1:2 | 7:0 |     | 2:0 | 0:1 | 3:0 | 0:3 | 1:3  | 1:2 | 1:2 |
| Derby County            | 2:3 | 5:0 | 4:0 | 3:2 | 4:1 |     | 2:2 | 2:0 | 2:1 | 2:0  | 3:1 | 3:3 |
| FC Everton              | 2:2 | 7:0 | 3:2 | 3:0 | 2:1 | 3:0 |     | 5:3 | 1:5 | 8:0  | 5:1 | 1:1 |
| Notts County            | 3:1 | 1:1 | 1:1 | 3:5 | 1:1 | 3:1 | 4:3 |     | 0:1 | 3:1  | 1:2 | 0:2 |
| Preston North End       | 3:1 | 3:2 | 1:1 | 3:1 | 6:0 | 5:0 | 1:2 | 4:3 |     | 10:0 | 5:0 | 0:2 |
| FC Stoke                | 7:1 | 1:1 | 0:3 | 0:1 | 3:4 | 1:1 | 1:2 | 1:1 | 1:2 |      | 1:3 | 2:1 |
| West Bromwich Albion    | 4:1 | 3:0 | 3:2 | 6:3 | 6:1 | 2:3 | 4:1 | 4:2 | 2:2 | 2:1  |     | 1:4 |
| Wolverhampton Wanderers | 2:1 | 1:1 | 2:4 | 5:1 | 9:1 | 2:1 | 2:1 | 2:0 | 0:1 | 2:2  | 1:1 |     |

## Die Meistermannschaft von Preston North End
In der folgenden Aufstellung wurden alle Spieler aufgelistet, die während der Saison 1889/90 für Preston North End in einem Ligaspiel zum Einsatz kamen. Es muss beachtet werden, dass im englischen Fußball zumeist eine Mindestanzahl von Spielen vorausgesetzt wird, um die offizielle Meistermedaille entgegennehmen zu dürfen. Da hinsichtlich der konkreten Regelung vor Einführung der Premier League Unklarheit herrscht, wurden all die Spieler mit einem Sternchen (*) versehen, die wegen ihres geringen Beitrags mutmaßlich keine Meistermedaille erhalten haben. In Klammern sind die Anzahl der Einsätze sowie die dabei erzielten Tore genannt.
| 1. | Preston North End |
| -- | --- |
|    | Fred Dewhurst* (6/0) \| Geordie Drummond (18/10) \| Jack Gordon (22/5) \| Johnny Graham (17/0) \| Frederick Gray* (1/1) \| Charles Heaton* (2/1) \| Billy Hendry* (1/0) \| Bob Holmes (18/0) \| Bob Howarth (21/0) \| Jock Inglis* (2/1) \| William Johnstone* (2/0) \| Bob Kelso (20/0) \| Charles Pauls* (3/0) \| Sandy Robertson* (7/0) \| Nick Ross (20/22) \| Jimmy Ross (21/19) \| Dave Russell (21/4) \| Sammy Thomson (18/7) \| James Trainer (22/0). - Trainer: keiner |

## Wahlprozedere
Die Regularien der Football League sahen vor, dass sich am Saisonende die vier schlechtesten platzierten Teams zu Wiederwahl stellen mussten. Abgestimmt wurde auf der jährlichen Hauptversammlung der Football League, bei der zugleich über Neuaufnahmen entschieden wurde. Wegen eines Fehlers im Torverhältnis der Bolton Wanderers war ursprünglich Aston Villa auf dem viertletzten Rang, wurde von der Wiederwahl allerdings befreit, weil der Torquotient nur um Hundertstel Punkte schlechter war als bei den Bolton Wanderers. Das folgende Votum sorgte dafür, dass der FC Stoke in der Folgesaison 1890/91 im Gegensatz zu den dritt- und vorletzt platzierten Notts County und FC Burnley nicht mehr in der Football League spielen durfte und durch den AFC Sunderland ersetzt wurde.
| Verein            | Ergebnis            |
| ----------------- | ------------------- |
| Notts County      | wiedergewählt       |
| FC Burnley        | wiedergewählt       |
| FC Stoke          | nicht wiedergewählt |
| AFC Sunderland    | neu aufgenommen     |
| FC Bootle         | nicht gewählt       |
| FC Darwen         | nicht gewählt       |
| Grimsby Town      | nicht gewählt       |
| Newton Heath      | nicht gewählt       |
| Sunderland Albion | nicht gewählt       |